# Xplosion de Pittsburgh
L'Xplosion de Pittsburgh (en anglais : Pittsburgh Xplosion) est une franchise de basket-ball de la Continental Basketball Association située à Pittsburgh en Pennsylvanie, mais possédant une franchise ABA.

## Historique
La franchise fut fondée en 2004 mais elle est la continuité de l'ancienne équipe de l'American Basketball Association 2000 : les Hardhats de Pittsburgh qui aura existé de 2000 à 2004.

Par le passé, les Pipers de Pittsburgh étaient l'équipe de basket de la ville.
Les Xplosion jouent dans le Mellon Arena qu'ils partagent avec les Penguins de Pittsburgh de la Ligue nationale de hockey. Ils évoluent également sur le terrain de l'Université de Pittsburgh (le Peterson Events Center).

## Résultats
Au cours de sa première saison, l'Xplosion finit avec une fiche de 18-12 le classant second dans sa division et lui permettant de rejoindre les séries éliminatoires. Il perd dans ses séries contre le Slam de Bellingham.
Après la saison 2006, l'équipe a décidé de  rejoindre la Continental Basketball Association.